# Боголюбов, Николай Николаевич (младший)
Никола́й Никола́евич Боголю́бов (род. 7 марта 1940 года в Киеве) — советский и российский физик-теоретик, специалист в области математической физики и статистической механики, доктор физико-математических наук, член-корреспондент РАН, главный научный сотрудник Математического института имени В. А. Стеклова РАН. Лауреат Государственной премии СССР. Сын физика-теоретика и математика, академика Н. Н. Боголюбова (старшего).

## Биография
Окончил физический факультет Московского государственного университета имени М. В. Ломоносова (1963). Доктор физико-математических наук, профессор (1971). Член-корреспондент РАН (1991; член-корреспондент АН СССР с 1984 года).
Работает в отделе механики Математического института имени В. А. Стеклова РАН (МИАН) и на кафедре квантовой статистики и теории поля физического факультета МГУ имени М. В. Ломоносова. Основные статьи по математической и теоретической физике и математическим методам статистической механики.
В 1985 году в соавторстве с учениками Курбатовым, Казаряном и Нескоромным представлял лекцию на Всесоюзной школе молодых учёных «Квантовые частицы в интенсивных полях» (Кишинев, 1985)

## Публикации
Автор более 80 работ, в том числе 7 книг и 3 монографий.

### Книги
1. Боголюбов Н. Н. (мл.) Метод исследования модельных гамильтонианов. — М.: Наука, 1974.
2. Боголюбов Н. Н. (мл.), Садовников Б. И. Некоторые вопросы статистической механики. — М.: Высшая школа, 1975.
3. Боголюбов Н. Н. (мл.), Бранков Й. Г., Загребнов В. А., Курбатов А. М., Тончев Н. С. Метод аппроксимирующего гамильтониана в статистической физике. — София: Изд-во Болгарской Академии Наук, 1981.
4. Боголюбов Н. Н., Боголюбов Н. Н. (мл.) Введение в квантовую статистическую механику. — М.: Наука, 1984.
5. Митропольский Ю. А., Боголюбов Н. Н. (мл.), Прикарпатский А. К., Самойленко В. Г. Интегрируемые динамические системы: спектральные и дифференциально-геометрические аспекты. — Киев: Наукова думка, 1987.
6. Боголюбов Н. Н., Боголюбов Н. Н. (мл.) Аспекты теории полярона. — Дубна: ОИЯИ, 1981.
7. Боголюбов Н. Н. (мл.), Садовников Б. И., Шумовский А. С. Математические методы статистической механики модельных систем. — М.: Наука, 1989. ISBN 5-02-013936-X.
8. Bogolubov N. N., Bogolubov N. N., Jr. Polaron Theory. Model Problems. — New York, London: Gordon and Breach Science Publishers, 2000. ISBN 9056991620.

### Статьи
- Список статей Боголюбова Н. Н. (мл.) в базе данных MathNet.Ru.

## Награды
- Государственная премия СССР (1983; совместно с Б. И. Садовниковым) — за цикл работ «Математические методы в статистической механике», опубликованных в 1962—1975 годах
- Премия имени Н. М. Крылова Национальной академии наук Украины (1989) — за цикл работ по нелинейным методам статистической механики
- Премия имени Н. Н. Боголюбова Национальной академии наук Украины (2000) — за цикл работ по асимптотическим методам механики и математической физики